# Віллоубрук (округ Вілл, Іллінойс)
Віллоубрук (англ. Willowbrook) — переписна місцевість (CDP) в США, в окрузі Вілл штату Іллінойс. Населення — 1346 осіб (2020).

## Географія
Віллоубрук розташований за координатами 41°27′13″ пн. ш. 87°32′18″ зх. д. / 41.45361° пн. ш. 87.53833° зх. д. (41.453531, -87.538239).  За даними Бюро перепису населення США в 2010 році переписна місцевість мала площу 8,68 км², з яких 8,64 км² — суходіл та 0,04 км² — водойми.

## Демографія
Згідно з переписом 2010 року, у переписній місцевості мешкало 2076 осіб у 745 домогосподарствах у складі 614 родин. Густота населення становила 239 осіб/км².  Було 779 помешкань (90/км²).
Расовий склад населення:
| - 54,9 % — білих - 39,7 % — чорних або афроамериканців - 0,6 % — азіатів - 0,5 % — корінних американців - 2,6 % — осіб інших рас |

До двох чи більше рас належало 1,7 %. Частка іспаномовних становила 5,6 % від усіх жителів.
За віковим діапазоном населення розподілялося таким чином: 18,5 % — особи молодші 18 років, 63,6 % — особи у віці 18—64 років, 17,9 % — особи у віці 65 років та старші. Медіана віку мешканця становила 49,4 року. На 100 осіб жіночої статі у переписній місцевості припадало 96,0 чоловіків;  на 100 жінок у віці від 18 років та старших — 96,7 чоловіків також старших 18 років.
Середній дохід на одне домашнє господарство  становив 89 557 доларів США (медіана — 64 650), а середній дохід на одну сім'ю — 90 546 доларів (медіана — 66 719). Медіана доходів становила 75 417 доларів для чоловіків та 60 938 доларів для жінок. За межею бідності перебувало 7,8 % осіб, у тому числі 20,2 % дітей у віці до 18 років та 4,4 % осіб у віці 65 років та старших.
Цивільне працевлаштоване населення становило 915 осіб. Основні галузі зайнятості: освіта, охорона здоров'я та соціальна допомога — 19,8 %, науковці, спеціалісти, менеджери — 15,6 %, фінанси, страхування та нерухомість — 13,9 %.